# 師姓
师姓（「師」，中古擬音：srii，切 ）是中文姓氏之一，在《百家姓》中排第369位。全国师姓人口约40万，在现代是不太常见的姓氏。

## 起源
师姓是以官为姓氏。《风俗通义》中记载，周时有官名为师尹，掌管音乐，其后代有以此为姓氏的。《通志·氏族略·以官为氏》则说乐人瞽者也称师。晋朝后有一部分师氏成员为避讳而改为帥氏。

## 郡望
- 太原郡：战国时秦庄襄王置，今山西太原。
- 琅邪郡：秦始皇置，今山东东南部。
- 平原郡：汉朝初年置，今山东西北部平原县一带。

## 延伸阅读
[在维基数据编辑]
 《百家姓》
 《欽定古今圖書集成·明倫彙編·氏族典·師姓部》，出自陈梦雷《古今圖書集成》